# 神經外膜
神經外膜（Epineurium）是包覆神經周圍的結締組織之最外一層，内含一个或数个神经束。神經外膜內包含了供應神經養分及氧氣的縱行血管。神經外膜由脂肪組織與纖維膠原組織所組成。

## 外部連結
- Organology at UC Davis - "PNS, nerve (LM, Low)" （页面存档备份，存于）
- Organology at UC Davis - "PNS, nerve (LM, Medium)" （页面存档备份，存于）
- Diagram at Howard